# Eupseudosoma
Eupseudosoma é um gênero de traça pertencente à família Arctiidae.